# Portland Botanical Gardens
El Jardín botánico de Portland, (inglés: Portland Botanical Gardens) es un jardín botánico de 3,2 hectáreas de extensión, próximo al centro de Portland, Victoria, Australia. 

## Localización e información
La ciudad de Portland es el asentamiento europeo más antiguo del estado de Victoria, y se encuentra situada en la "Portland Bay". En Portland, a mano derecha antes de llegar al puerto.
Portland Botanical Gardens, Portland, VIC 3305 Australia.
Planos y vistas satelitales.38°20′0″S 141°36′0″E / -38.33333, 141.60000
El jardín botánico está abierto todos los días del año.

## Historia
Establecido en 1857, abierto en 1858 el "Portland Botanical Gardens" es uno de jardines públicos más antiguos de Australia.

## Colecciones
El jardín alberga unas 200 especies de plantas nativas, además de numerosas especies procedentes de todo el mundo, incluyendo el espécimen mayor conocido en el mundo de "New Zealand Cabbage Tree" (Cordyline australis)
Son de destacar sus secciones de :
- Colección de camelias,
- Colecciones de dalias
- Colecciones de Callistemon
- Lilas de California.
- Rosas verdes.